# Коуэн, Уолтер
Уолтер Коуэн (англ. Sir Walter Henry Cowan, 1st Baronet; 11 июня 1871 — 14 февраля 1956) — британский адмирал.

## Биография
Сын армейского майора. В 1884 году поступил на флотскую службу. Служил на HMS Alexandra, HMS Volage и HMS Boadicea. 13 ноября 1892 года произведен в лейтенанты.
В 1894 году назначен на крейсер HMS Barrosa, действовавший у побережья Африки. Принимал участие в экспедициях против африканских племён. В 1898 году назначен командиром канонерской лодки на Ниле, принимал участие в боях в Судане. Командовал флотилией канонерских лодок на Ниле во время Фашодского кризиса. Во время англо-бурской войны был адъютантом Китченера, временно оставив морскую службу.
Возвратясь в Англию, в 1901 году был назначен старшим офицером на броненосец HMS Prince George. 30 июня 1901 года произведён в звание коммандера. Затем командовал эсминцем, флотилией эсминцев. 31 декабря 1906 года произведён в звание капитана. В 1910 году назначен командиром нового лёгкого крейсера HMS Gloucester.
Во время Первой мировой войны командовал крейсером HMS Zealandia, а затем HMS Princess Royal, с которым участвовал в Ютландском сражении.
В 1917 году Кован был назначен командующим 1-й эскадрой лёгких крейсеров. 2 сентября 1918 года произведён в контр-адмиралы. В январе 1919 года его эскадра была прислана на Балтику, сменив прибывшую туда в декабре 1918 года 6-ю эскадру лёгких крейсеров адмирала Эдвина Синклера. 1-я эскадра действовала на Балтике до конца 1919 года, сыграв заметную роль в гражданской войне в России. За успешные действия ему был пожалован титул баронета.
В 1921—1923 годах командовал эскадрой линейных крейсеров, включая HMS Hood (флагман) и HMS Repulse. 2 ноября 1923 года произведён в вице-адмиралы. 1 августа 1927 года произведён в адмиралы. В 1930 году назначен первым морским адъютантом короля, а в 1931 году вышел в отставку.
Вернувшись на службу во время второй мировой, занимался обучением коммандос управлению маломерными судами. Служил в Северной Африке, где был захвачен итальянцами в плен 27 мая 1942 года. Освобождён в 1943 году, вышел в отставку в 1945 году.
Умер 14 февраля 1956 года.

## Киновоплощение
- 1951 — «Незабываемый 1919 год» — Иван Соловьёв